# キャナリー・ロウ

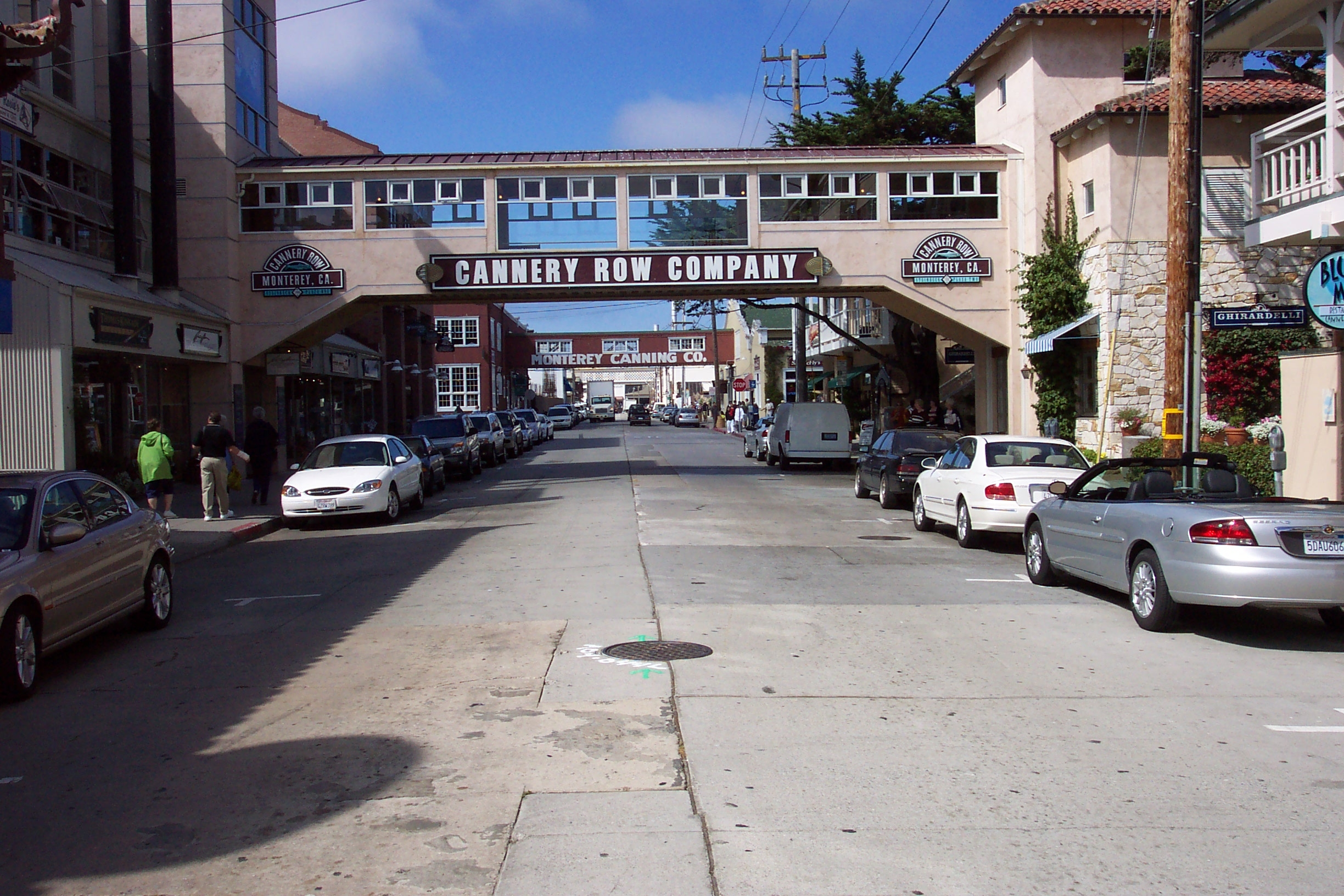

キャナリー・ロウ（Cannery Row）は、カリフォルニア州モントレーにある海岸沿いの通り (北緯36度36分59秒 西経121度54分2秒 / 北緯36.61639度 西経121.90056度)で、かつてはイワシの缶詰工場が並んでいた。現在は閉鎖。通りの名は、それから由来して「缶詰通り」の意、元々はあだ名であったが、現在は正式名称になっている。
ジョン・スタインベックの小説『キャナリー・ロウ』（1945年）と『たのしい木曜日』（1954年、2作とも「スタインベック全集」第9巻大阪教育図書　1996年に所収）によって、世界的に知られるようになった。前者は、1982年に「キャナリー・ロウ」（「吹きだまりの町」日本では劇場未公開、TBSで放送）のタイトルで映画化された。監督は、デヴィッド・S・ウォード。ニック・ノルティ、デブラ・ウィンガーが出演している。
キャナリー・ロウ800番地には、1928年から1948年まで、パシフィック・バイオロジカル・ラボラトリーズという漁具店があった。経営者のエドワード・E・リケッツは、スタインベックの個人的な友人でもあり、彼の小説の中では、「ドク」というあだ名で登場している。広場には、スタインベックの胸像もある。
缶詰工場は、1950年代の半ば、モントレー湾での水産業が壊滅的な状態に陥って操業を停止した。
壊滅以前は、ここは世界でも最も漁獲高の高い海域のひとつに数えられていた。広大なモントレー渓谷の地下水から流れ込んできた栄養分の高い水と太平洋の冷たい深海水が入り混じって海面近くに噴出しているためである。
今日、このキャナリー・ロウの周辺は、海のサンクチュアリになっていて、カリフォルリア・アシカの大きな生息地がある。通りは観光客のためのアトラクションで賑わい、かつての缶詰工場の建物をそのままに改装したみやげ物店やホテル、レストランが立ち並んでいる。
モントレーベイ水族館は、キャナリー・ロウの北の端に位置している。